# Саут-Ель-Монте (Каліфорнія)
Саут-Ель-Монте (англ. South El Monte) — місто (англ. city) в США, в окрузі Лос-Анджелес штату Каліфорнія. Населення — 19 567 осіб (2020).

## Географія
Саут-Ель-Монте розташований за координатами 34°3′1″ пн. ш. 118°2′54″ зх. д. / 34.05028° пн. ш. 118.04833° зх. д. (34.050377, -118.048384).  За даними Бюро перепису населення США в 2010 році місто мало площу 7,38 км², з яких 7,36 км² — суходіл та 0,01 км² — водойми.

## Демографія
Згідно з переписом 2010 року, у місті мешкало 20 116 осіб у 4569 домогосподарствах у складі 4003 родин. Густота населення становила 2726 осіб/км².  Було 4711 помешкання (639/км²).
Расовий склад населення:
| - 50,4 % — білих - 11,0 % — азіатів - 1,2 % — корінних американців - 0,5 % — чорних або афроамериканців - 0,1 % — вихідців з тихоокеанських островів - 33,4 % — осіб інших рас |

До двох чи більше рас належало 3,4 %. Частка іспаномовних становила 84,9 % від усіх жителів.
За віковим діапазоном населення розподілялося таким чином: 30,0 % — особи молодші 18 років, 61,1 % — особи у віці 18—64 років, 8,9 % — особи у віці 65 років та старші. Медіана віку мешканця становила 30,4 року. На 100 осіб жіночої статі у місті припадало 101,9 чоловіків;  на 100 жінок у віці від 18 років та старших — 101,2 чоловіків також старших 18 років.
Середній дохід на одне домашнє господарство  становив 53 994 долари США (медіана — 40 938), а середній дохід на одну сім'ю — 56 388 доларів (медіана — 42 624). Медіана доходів становила 25 856 доларів для чоловіків та 24 021 долар для жінок. За межею бідності перебувало 20,5 % осіб, у тому числі 34,2 % дітей у віці до 18 років та 12,2 % осіб у віці 65 років та старших.
Цивільне працевлаштоване населення становило 8576 осіб. Основні галузі зайнятості: виробництво — 18,6 %, освіта, охорона здоров'я та соціальна допомога — 14,0 %, роздрібна торгівля — 12,5 %.